# Marama Corlett
Marama Corlett est une actrice maltaise née à La Valette.

## Biographie
Marama Corlett est née à Malte d'un père néo-zélandais et d'une mère maltaise. Elle a trois sœurs.
Elle débute comme danseuse dans la compagnie Ballet Russ de Malt avant de partir au Royaume-Uni pour poursuivre sa carrière. Elle commence sa carrière d'actrice en 2011 dans le film The Devil's Double.

## Filmographie

### Cinéma
- 2011 : The Devil's Double : Hennahead
- 2013 : Desert Dancer : Mona
- 2014 : Les Gardiens de la Galaxie : responsable des tables du casino (scènes coupées[2])
- 2014 : Maléfique : servante
- 2014 : The Goob : Eva
- 2016 : A Girl Goes for Dinner (Court métrage) : The Girl
- 2017 : Afterword (Court métrage)
- 2021 : Canvas : Maya
- 2024 : L'Amour au présent (We Live in Time) de John Crowley

### Télévision
- 2012 : Sinbad : Rina
- 2014 : Théâtre: The Crucible : Betty Parris
- 2015 : A.D. The Bible Continues : Tabitha
- 2017 : Blood Drive : Aki
- 2017 : Sick Note : Linda
- 2018 : The City and the City : Rebecca (2 épisodes)
- 2018 : Sick of it"" : Ruby (6 épisodes, 2020)
- 2019 : Strike Back : Natasha Petrenko (2 épisodes)
- 2020 : À la croisée des mondes : Katja Sirkka (1 épisode)
- 2020 : The Watch : Corporal Angua von Uberwald (8 episodes, 2020-2021)